# 中国的民主政治建设
《中国的民主政治建设》白皮书由中华人民共和国国务院新闻办公室于2005年10月19日发表。这是中华人民共和国政府首次发表关于民主政治建设的政府文告。白皮书全文三万多字。
白皮书宣称中国的社会主义民主政治“植根于中华民族几千年来赖以生存和发展的广阔沃土，产生于中国共产党和中国人民为争取民族独立、人民解放和国家富强而进行的伟大实践，是适合中国国情和社会进步要求的选择”，“在建国50多年经济社会发展成就的基础上，中国人民今天享有着过去从未有过的全面、真实和充分的人权”。
白皮书分12个部分，包括符合国情的选择、中国共产党领导人民当家作主、人民代表大会制度、中国共产党领导的多党合作和政治协商制度、民族区域自治制度、城乡基层民主、尊重和保障人权等。